# 塞萨梅
塞萨梅（義大利語：Sessame），是意大利阿斯蒂省的一个市镇。总面积8.48平方公里，人口295人，人口密度34.8人/平方公里（2009年）。ISTAT代码为005105。